# Lovely Writer The Series
Lovely Writer The Series （タイ語: นับสิบจะจูบ、ラブリー・ライター・ザ・シリーズ）は、カオ・ノッパカーオ・デーチャーパッタナクンとアップ・プーンパット・イアン＝サマンが主演するタイのテレビシリーズ。
小説「นับสิบจะจูบ」（Nap Sip Cha Chup）を原作としており、『TharnType / ターン・タイプ』を手掛けたバンティット・シンタナパーラディーが監督し、GoodFeelingとDeeTuk Wan2019がDeeHup Houseと共同で制作したこのシリーズは、チャンネル3にて2021年2月24日より毎週水曜日22:50 ICTに放送された。 日本ではU-NEXTにて本国での放送後の2月25日2:30より英語字幕にて配信された（後日日本語字幕に切り替え）。

## キャストとキャラクター

### 主演
- ナブシブ役：カオ・ノッパカーオ・デーチャーパッタナクン（นพเก้า เดชาพัฒนคุณ）

「Bad Engineer The Serise」で主演のキンを務める俳優。これが2作目の出演となる。国際経済学部に通う20歳の大学生でアーイとは同じ大学の友人。
- ジーン役：アップ・プーンパット・イアン＝サマン（ภูมิพัฒน์ เอี่ยมสำอาง）

人気BL小説「Bad Engineer」の作者（ペンネーム：ウィザード）だが、本当はホラーファンタジー小説を書きたい小説家。出版社のブアから新たなBL小説を書いて欲しいと懇願され執筆中。

### 助演
- ヒン役：ケンジ・ワシン・パヌマポーン（เคนจิ-วศิน ภาณุมาภรณ์）

ジーンの助手。
- モーク役：チャープ・スパチープ・チャナパイ（แชป-ศุภชีพ ชนะภัย）

「Bad Engineer The Serise」でタワン役を務める俳優。
- アーイ役：ブルース・シリコーン・カナヌラック（บรูซ-ศิริกร คณานุรักษ์）

「Bad Engineer The Serise」でナブシブの相手役ナムチャを務める俳優。ナブシブがオーディションを受けると知って相手役に応募した新人で、ナブシブとは同じ大学の友人でもある。
- タム役：ケン・パラニュ・スクサムラン（ภรัณยู สุขสำราญ）

ナブシブのマネージャー。ジーンの大学時代の友人で10年ぶりに再会した。
- ティフィー役：ゾゾ・ナットハルタイ・アッカラキットワタナクン（ซอโซ่-นัทธ์หฤทัย อัครกิจวัฒนากุล）

アーイのマネージャー。
- マイ監督役：ニロー・ルンチャルーン（นิโรธ รื่นเจริญ）

テレビシリーズ「Bad Engineer The Serise」の監督

### ゲスト出演
- 本人役：カーオナー・キッティパット・ケーオチャルーン（กิตติภัทร แก้วเจริญ）
- 本人役：タボー・チャノックチョン・ブーンマナウォン（เทอร์โบ-ชนกชนม์ บุญมานะวงศ์）

## オリジナルサウンドトラック
| 曲名                    | アーティスト | Ref.  |
| ----------------------- | ------------ | ----- |
| น่าจะใช่ (Maybe It’s you) | CHOGUN       | [ 4 ] |
| ONE TO TEN              | Gavin D      | [ 5 ] |

## タイでの評価
青文字が最低の評価を、赤文字 が最高の評価を表す。
| No.  | 放送日        | 放送時間    | 評価  | Ref.   |
| ---- | ------------- | ----------- | ----- | ------ |
| 1    | 2021年2月24日 | 水曜日22:50 | 0.408 | [ 6 ]  |
| 2    | 2021年3月3日  | 水曜日22:50 | 0.400 | [ 7 ]  |
| 3    | 2021年3月10日 | 水曜日22:50 | 0.382 | [ 8 ]  |
| 4    | 2021年3月17日 | 水曜日22:50 | 0.368 | [ 9 ]  |
| 5    | 2021年3月24日 | 水曜日22:50 | 0.314 | [ 10 ] |
| 6    | 2021年3月31日 | 水曜日22:50 | 0.374 | [ 11 ] |
| 7    | 2021年4月7日  | 水曜日22:50 | 0.492 | [ 12 ] |
| 8    | 2021年4月14日 | 水曜日22:50 | 0.464 | [ 13 ] |
| 9    | 2021年4月21日 | 水曜日22:50 | 0.440 | [ 14 ] |
| 10   | 2021年4月28日 | 水曜日22:50 | 0.446 | [ 15 ] |
| 11   | 2021年5月5日  | 水曜日22:50 | 0.319 | [ 16 ] |
| 12   | 2021年5月12日 | 水曜日22:50 | 0.295 | [ 17 ] |
| 平均 | 平均          | 平均        | 0.392 | 1      |

^1 各話あたりの平均評価に基づく。

## 関連書籍

### 原作小説
日本において『Lovely Writer』のタイトルで、Wankling の著による原作小説が、宇戸優美子による翻訳でU-NEXTから刊行。全2巻（上下巻）。
- 上巻（2023年2月1日発売、ISBN 978-4910207391）
- 下巻（2023年2月1日発売、ISBN 978-4910207407）

### 漫画
日本において『Lovely Writer』のタイトルで、Wankling の著による原作小説が、えい吉による作画でコミカライズとなりU-NEXT Comicにて連載。電子書籍で既刊1巻。